# St. Bartholomäus (Rothenstadt)

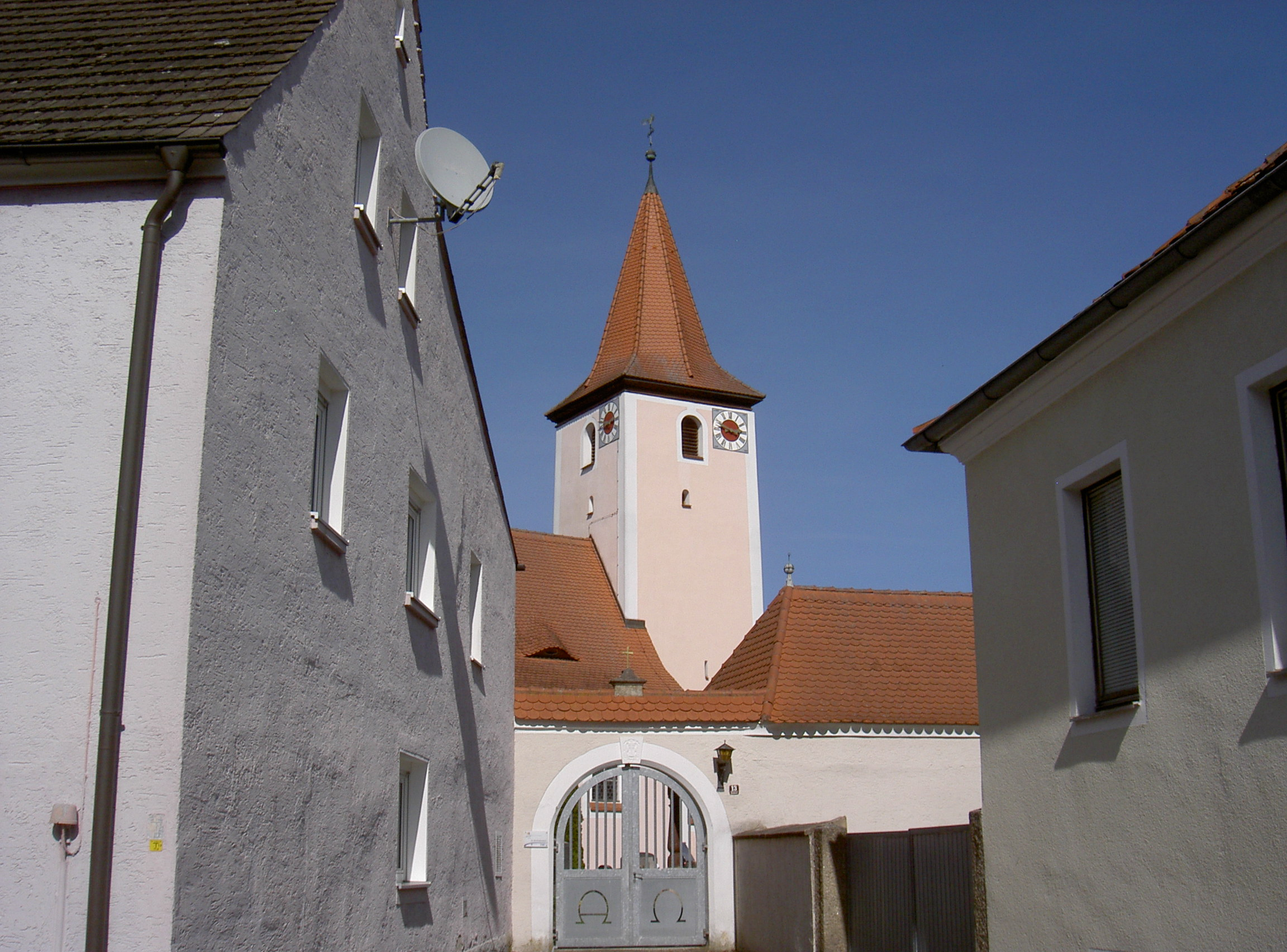
St. Bartholomäus (Rothenstadt)

Die evangelisch-lutherische, denkmalgeschützte Pfarrkirche St. Bartholomäus, die von 1663 bis 1895 Simultankirche war, steht in Rothenstadt, einem Gemeindeteil der Stadt Weiden in der Oberpfalz. Die Kirchengemeinde gehört zum Evangelisch-Lutherischen Dekanat Cham/Sulzbach-Rosenberg/Weiden im Kirchenkreis Regensburg der Evangelisch-Lutherischen Kirche in Bayern. Das Bauwerk ist unter der Denkmalnummer D-3-63-000-165 als Baudenkmal in die Bayerische Denkmalliste eingetragen.

## Beschreibung
Das Langhaus der frühgotischen Saalkirche wurde 1737 nach Westen verlängert. Der Chorturm im Osten des Langhauses ist mit einem achtseitigen Knickhelm bedeckt. Sein oberstes Geschoss beherbergt die Turmuhr und den Glockenstuhl, in dem vier Kirchenglocken hängen. An der Südwand des Langhauses wurde im Westen 1911 ein Treppenturm angebaut.
Zur Kirchenausstattung gehören ein Hochaltar und eine Kanzel von 1911, beide im Stil des 17. Jahrhunderts. Die Orgel wurde 1911 von Johannes Strebel gebaut.